# Бородін Леонід Іванович
Бородін Леонід Іванович(рос. Бородин Леонид Иванович; 14 квітня 1938 — 24 листопада, 2011) — російський антирадянськи налаштований письменник, вчитель за першою освітою, в'язень, головний редактор журналу «Москва».

## Життєпис. Ранні роки
Народився в місті Іркутськ. Батько — Шеметас Фелікс Казимирович, вчитель, був арештований 1939 року і засуджений до 10 років ув'язення. Мати — Валентина Йосипівна та вітчим — Бородін Іван Захарович, вчителька та директор школи.
На світогляд хлопця мали значний вплив няня та книги, з дитинства добре знав твори російських поетів і письменників 19 ст., в інтерв'ю пізніше називав це власним віртуальним світом свого дитинства (хоча тоді цієї назви не існувало).

## Освіта
Літературної освіти, типової для радянських письменників, ніколи не мав. Але пройшов важкий шлях зміни декількох навчальних закладів і змін професій. Один рік провчився в спеціалізованій школі МВС, котру покинув після 20 з'їзду КПРС і розвінчання культу особи Сталіна. Далі був Іркутський державний університет, з якого був виключений за антирадянські висловлювання. 1962 р. закінчив педагогічний інститут в Улан-Уде. Працював учителем історії, вихователем та директором шкіл-інтернатів.

## Перший арешт
1965 року прийшов у Всеросійский соціал-християнський союз звільнення народу (ВСХСОН) в Ленінграді. Це була перша після Громадянської війни 1918—1922 рр. російська, напівпідпільна, антикомунистична організація, метою якої було принагідне знищення комуністичної влади в СРСР та створення в країні національного за формою та персоналістичного за характером державного устрою, запровадження в країні демократичних засад в умовах історично специфічної євразійської держави. Три головні завдання програми — християнізація російської політики, християнізація економіки та християнізація культури. Організацією керував Огурцов Ігор В'ячеславович, що створив і теоретичну програму дій. Ця програма перегукувалась із тезами, виробленими ще російськими філософами початку 20 ст. С. Франком, І. Ільїним тощо.
Конспірація не спрацювала в країні, наскрізь прошитої доносами та інформаторами КДБ. Всі члени ВСХСОНа були арештовані і кинуті в тюрми. Але програмний документ організації встигли переправити за радянський кордон і він вийшов із друку в паризькій «ИМКА-ПРЕСС». Серед прогнозів був і висновок про неминучій кінець комуністичного правління російського зразка. Це надало можливість історикам дослідити тези організації, її мету, порівняти з висновками російських філософів, викинутих із країни ще на філософських кораблях.
Серед арештованих 1967 року був і Леонід Бородін за статтею 70 УК РСФСР («Антирадянська агітація і пропаганда») .

## Перше ув'язнення, заслання
Бородін потрапив в мордовский Дубровлаг, де також відбували ув'язнення Андрій Синявський. Був звільнений після повного строку покарання 18 лютого 1973 р. з Володимирської тюрми, котра була найсуворішим каральним закладом для радянських політв'язнів. Але відправлений на заслання. Змінив низку професій — асенізатор, сторож, будівельник в Сибіру, бурильником-підривником на Братській ГРЕС тощо. Під час ув'язнення почав писати вірші, а в засланні звернувся до прози. Робив тексти в короткі часи дозвілля після виснажливої роботи. Частку творів сам передруковував. Один з них був переправлений за кордон, де вийшов з друку. Співпрацював в самвидаві з журналом «Вече». А коли той припинив існування, організував друк видання «Московський сборник», що був продовженням «Вече» (встигли надрукувати два числа, третє було арештоване). Негласний нагляд КДБ за нескореним антирадянщиком Бородіним не припинявся.

## Друге ув'язнення і амністія
13 травня 1982 року арештований вдруге за друк літературних творів за кордоном та діяльність в самвидаві. Як «рецидивіст» засуджений до 10 років ув'язнення та п'яти років заслання. За словами письменника, незламності навчався у ув'язнених православних (ІПЦ та ІПХ), адже стійкі віряни теж підлягали арештам в СРСР.
ІПЦ (істинні православні церкви) та ІПХ (істинні православні християни) відбували по два-три карних терміни. Радянські юристи доводили, що в СРСР не було ув'язнень по 20-40 років. В Карному кодексі їх справді не було. Але каральній машині СРСР ніщо не заважало відслідкувати щойно звільненого ІПХ на шляху до церкви, почути хоч одне антирадянське висловлювання в найближчі три дні від агентів КДБ в церкві, наново звинуватити жертву і засудити до нових 10-15 років. Леонід Бородін зустрів таких ІПЦ та ІПХ, що відбули по двадцять-сорок (20-40) років ув'язнень. (Двадцять років ув'язнення мав і Огурцов Ігор В'ячеславович, після чого емігрував із СРСР).
Він перебував в політичній зоні «Перм-36». Термін перебування в тюрмі був скорочений Леоніду Бородіну завдяки хаосу перебудови та постанові Політбюро ЦК КПРС про звільнення (помилування) засуджених за статтями 70 и 190-1 Карного кодексу РРСФР. Був звільнений 1987 року. Сам Леонід Бородін писати клопотання про помилування відмовився.

## Редактор журналу
1990 року за запрошенням тодішнього головного редактора Володимира Крупіна — Л. І. Бородін почав працювати в редакції журналу «Москва».
В період 1992—2008 — був головним редактором цього видання, а з вересня 2008 — його генеральний директор, з 2010 року — головний редактор. З 2005 року залучений до членів Суспільної палати за наказом президента РФ, в останній період життя був викладачем в Літературному інституті в Москві.

## Смерть
Помер від інфаркта 2011 р . Поховання відбулося на цвинтарі міста Сергієв Посад, Московська область.

## Вибрані твори (російською)
- «Повесть странного времени»[5], 1968[6], премія французького ПЕН-клубу «Свобода» (1969)
- «Перед судом»[5], 1968[6]
- «Год чуда и печали», 1981
- «Третья правда», 1981
- «Расставание», 1984
- «Ловушка для Адама», 1994
- «Царица смуты» (оповідання про Марину Мнішек), 1996
- «Без выбора. Автобиографическое повествование», 2003
- «Посещение», 2003

## Нагороди
- Всеросійская Пушкінська премія «Капитанская дочка»
- Литературна премія «Умное сердце» імені Андрія Платонова (1997)
- Премія Олександра Солженіцина (2002)
- Літературна премія «Ясная Поляна»
- Велика літературна премія Росії
- Орден преподобного Сергія Радонезького III ступеня